# Milan Baroš
Milan Baroš (* 28. Oktober 1981 in Vigantice, Tschechoslowakei) ist ein ehemaliger tschechischer Fußballspieler.

## Karriere

### Vereine
Baroš begann seine Karriere beim tschechischen Erstligisten Baník Ostrava und wurde mit 18 Jahren Stammspieler für die nächsten dreieinhalb Spielzeiten. In 76 Ligaspielen kam er auf 23 Tore.

#### FC Liverpool (2002–2005)
Er wechselte im Januar 2002 für 5,3 Mio. Euro zum FC Liverpool nach England. Hauptverantwortlich dafür war Liverpools Trainer Gérard Houllier. Trotz seiner bisherigen Leistungen war Baroš in England ein unbeschriebenes Blatt, was auch ein Grund dafür war, dass er die Spielerlaubnis für die Premier League nicht sofort erhielt. Da Tschechien noch nicht in der EU war, musste der Spieler eine Anzahl von Länderspielen absolviert haben, die Baroš noch nicht hatte. Schließlich musste er ein Arbeitsgericht von seinem Talent überzeugen, das dem Verein Recht gab.
Inzwischen war Baroš für ein paar Monate (bis er die Arbeitserlaubnis erhielt) zum Heimatverein Baník verliehen worden. Im Dezember 2001 war er endgültig in Liverpool angekommen. Im 16-Mann-Kader eines Premier-League-Klubs durfte jedoch nur eine bestimmte Anzahl von Nicht-EU-Ausländern stehen, und beim FC Liverpool waren dies bereits Igor Bišćan, Jerzy Dudek, Stéphane Henchoz und seine tschechischen Kollegen Patrik Berger und Vladimír Šmicer. Auch die Konkurrenz im Sturm war mit Michael Owen, Robbie Fowler, Nicolas Anelka und Emile Heskey groß. Deshalb kam Baroš in seiner ersten Saison nur zu einem Zehn-Minuten-Einsatz in der Champions League im Spiel gegen den FC Barcelona.
Vor der Saison 2002/03 beeindruckte er jedoch Trainer Houllier und Liverpools Fans mit guten Leistungen beim stark besetzten Vorbereitungsturnier in Amsterdam. Nachdem Anelka und Fowler den Klub verlassen hatten und El Hadji Diouf nicht die erhoffte Neuverstärkung war, kam Baroš schließlich auch in der Premier League zum Einsatz. Am sechsten Spieltag stand er gegen die Blackburn Rovers das erste Mal auf dem Platz und erzielte seine ersten beiden Tore zum 3:2-Sieg. Baroš wurde Stammspieler, aber sehr selten über 90 Minuten. Insgesamt erzielte er neun Treffer.
Die nächste Saison brachte den internationalen Durchbruch. Nach dem vierten Spieltag war er immer auf dem Feld. Im Spiel gegen die Blackburn Rovers verletzte jedoch Markus Babbel Baroš am Knöchel. Das bedeutete eine Pause von mindestens einem halben Jahr. Erst am 27. Spieltag kam er wieder in den Kader und schoss gleich ein Tor gegen Leeds United. Es blieb aber sein einziges in dieser Saison.
In der Spielzeit 2004/05 war er wieder vollständig genesen und wollte sich einen Stammplatz in Liverpools Angriffsformation erarbeiten. Trotz der Angebote vom FC Barcelona sowie Real Madrid blieb er bei den „Reds“. Doch es kam starke Konkurrenz: der französische Torschützenkönig Djibril Cissé, dessen junger Landsmann Florent Sinama-Pongolle, der Engländer Neil Mellor und im Winter Fernando Morientes. Trotz Cissés Verletzung war Baroš nie Stammspieler und wurde häufig ausgewechselt. Nach insgesamt neun Treffern gewann er am Ende der Saison mit dem FC Liverpool die Champions League. Obwohl er unter Benítez genauso wie unter Houllier Joker war, wurde Houllier von ihm heftig während der Saison kritisiert.

#### Verschiedene Stationen (2005–2008)
Baroš wechselte im Jahr 2005 für eine Ablösesumme von 8,84 Millionen Euro zu Aston Villa. In der Winterpause der Saison 2006/07 wechselte er im Tausch mit John Carew zu Olympique Lyon, wo er wieder unter Trainer Gérard Houllier spielte. Als jedoch 2007 Alain Perrin bei Olympique Lyon Trainer wurde, kam Baroš immer seltener zum Einsatz. Im Januar 2008 wechselte er deshalb auf Leihbasis zum FC Portsmouth, mit dem er den FA Cup gewann.

#### Galatasaray Istanbul (2008–2013)
Baroš unterschrieb am 26. August 2008 beim türkischen Rekordmeister Galatasaray Istanbul einen Dreijahresvertrag. Dort wurde er in seiner ersten Saison mit 20 Toren Torschützenkönig der Turkcell Süper Lig. Er verlängerte am 7. August 2010 seinen Vertrag für weitere zwei Jahre. Im Ligaspiel am 26. September 2010 gegen Istanbul Büyükşehir Belediyespor gelang ihm ein Hattrick in der ersten Halbzeit. Baroš erzielte im Ligaspiel gegen Sivasspor am 26. November 2011 sein 100. Erstligator und wurde damit Mitglied im Klub ligových kanonýrů.
In seiner vierten Saison wurde Baroš zum ersten Mal bei Galatasaray Istanbul türkischer Meister. Während der Hinrunde der Saison 2012/13 kam Baroš bei Galatasaray nicht zum Einsatz, weshalb am 13. Februar 2013 sein Vertrag aufgelöst wurde.

#### Zwischen Türkei und Liberec (2013–16)
Am 18. Februar 2013 kehrte Baroš zu seinem Jugendverein Baník Ostrava zurück. Baroš absolvierte 12 Spiele und erzielte dabei fünf Tore. Am 17. Juli 2013 kehrte Milan Baroš nach einem halben Jahr zurück in die Türkei und unterzeichnete einen Einjahresvertrag beim Erstligisten Medical Park Antalyaspor. Anfang Januar 2014 löste er im Einvernehmen mit der Vereinsführung seinen Vertrag auf. Nach acht Monaten Pause kehrte Milan Baroš am 24. September 2014 mit einem Einjahresvertrag zu Baník Ostrava zurück. Verletzungsbedingt konnte er sein erstes Spiel für Baník erst am 17. Oktober 2014 absolvieren. Im Spiel bei Bohemians 1905 am 10. April 2015 verletzte sich Baroš abermals schwer und fiel für den Rest der Spielzeit 2014/15 aus. Bis dahin hatte er in zehn Ligaspielen zwei Treffer erzielt. Daraufhin wechselte er für ein Jahr zum FK Mladá Boleslav. Seither spielt er bei Slovan Liberec.
Im Sommer 2017 kehrte er zum dritten Mal zu seinem Jugendklub Banik Ostrava zurück, wo er einen Einjahresvertrag erhielt. Dort spielte Baroš bis zum Sommer 2020 und beendete anschließend seine Profi-Karriere. Seit 2020 läuft er für seinen Heimatverein, den FK Vigantice, im unterklassigen Spielbetrieb auf.

### Nationalmannschaft
Bekannt wurde Baroš, als er die U21-Nationalmannschaft 2002 zum EM-Titel schoss. Sein Debüt im Nationaldress hatte er aber bereits am 25. April 2001 gegen Belgien gegeben. In den ersten beiden Spielen für die tschechische Nationalmannschaft traf er zweimal, worauf ihm prompt der Spitzname „Ostrau-Maradona“ gegeben wurde. Allgemein setzte danach Karel Brückner immer wieder auf das Talent, das perfekt mit dem 2,02 m großen Jan Koller harmonierte. Trotz seiner Verletzung wurde er in den Kader zur EM 2004 berufen. Baroš wurde zu einem der besten Spieler des Turniers und mit fünf Treffern EM-Torschützenkönig.
Während der WM 2006 in Deutschland konnte er wegen einer Fußverletzung nur im letzten Spiel der Vorrunde gegen Italien antreten und wurde nach 64 Spielminuten ausgewechselt.
Nach dem Ausscheiden im Viertelfinale gegen Portugal bei der EM 2012 erklärte Baroš seinen Rücktritt aus der Nationalmannschaft.

### Erfolge/Titel
Mit seinen Vereinen
- League Cup: 2003
- FA Cup: 2008
- UEFA Champions League: 2004/05
- Trophée des Champions: 2007
- Peace Cup: 2007
- Ligue 1: 2007
- Süper Lig: 2012
- Türkischer Supercup: 2012

Auszeichnungen
- Torschützenkönig der Europameisterschaft: 2004
- Torschützenkönig der Turkcell Süper Lig: 2009
- Mitglied im Klub ligových kanonýrů